# Günther Hertwig
Günther Karl Wilhelm Hertwig (* 10. März 1888 in Jena; † 4. August 1970 in Halle) war ein deutscher Anatom, Arzt und Hochschullehrer.

## Jugend
Der Sohn von Oscar Hertwig, Bruder der Biologin Paula Hertwig und Vetter des Zoologen Richard von Hertwig besuchte das humanistische Joachimsthal-Gymnasium in Berlin, an dem er 1906 die Reifeprüfung bestand. Daran anschließend studierte er in Berlin, Freiburg im Breisgau und München Medizin. Nach seinem medizinischen Staatsexamen, 1911 Medizinalpraktikant an der Charité in Berlin bis 1912 und im selben Jahr Approbation und Promotion mit der Arbeit: Das Schicksal des mit Radium bestrahlten Spermachromantis im Seeigel; eine experimentell-cytologische Untersuchung (Berlin 1912).

## Leben und Wirken
1913 reiste er gemeinsam mit seiner Schwester zu einem Forschungsaufenthalt an die Zoologische Station Neapel, dem 1930 und 1958 noch zwei weitere folgten. Zurück in Deutschland, wurde er 1914 erster Assistent am anatomischen Institut der Universität Frankfurt. Tatsächlich war er jedoch, bedingt durch den Ausbruch des Ersten Weltkriegs, Bataillons – und Stationsarzt an der Chirurgischen Abteilung in einem Feldlazarett bei Sedan. Dafür ausgezeichnet wurde Hertwig mit dem EK II und der Rote-Kreuz-Medaille.
1918 habilitierte sich Hertwig mit einer Arbeit über die Kreuzungsversuche mit Amphibien; Teil 1 Wahre und falsche Bastarde (Bonn 1918) und übernahm im Januar 1919 an der Universität Frankfurt am Main eine Stelle als Privatdozent am Lehrstuhl für Normale Anatomie und Ontogenese. 1922 zum Außerplanmäßigen Professor (nbao. Professor vor 1933) ernannt, wechselte er an die Universität Rostock, wo er als erster Assistent und Prosektor am Anatomischen Institut der Universität forschte und lehrte. Seine Hauptaufgabengebiete lagen in den Bereichen der Vererbung, Zellenlehre und Untersuchungen über die Beeinflussung der Keimzellenbildung und Frühentwicklung durch äußere Faktoren. Dazu untersuchte er die Einwirkung von Radium- und Röntgenstrahlen auf tierisches Gewebe.
1925 heiratete er Lydia Hondru (* 1903), die Tochter eines Gymnasiallehrers aus Bessarabien, deren unheilbare Schizophrenie sich schnell so sehr verschlimmerte, dass sie schon bald wieder in ihre Heimat zurückkehrte. Hertwig ließ aber den Kontakt zu ihr nie abreißen.
In der Zeit des Nationalsozialismus wurde Hertwig 1934 Mitglied des NS-Lehrerbundes und der NS-Volkswohlfahrt, ohne aber in die NSDAP einzutreten.
Nach dem im Oktober 1936 erfolgten Wechsel Curt Elzes, des Direktors am Anatomischen Institut in Rostock, auf den Lehrstuhl für Anatomie in Gießen leitete Hertwig zunächst kommissarisch die Lehr- und Forschungsanstalt, musste diese Stelle aber schon 1937 zugunsten des wesentlich jüngeren Kurt Neubert auf Betreiben des Führers der Dozentenschaft Heinrich Gißel und des Dekans Wilhelm Comberg abtreten, nachdem zuvor schon das Reichserziehungsministerium zuungunsten Hertwigs interveniert hatte. Hertwig kündigte daraufhin seine Stelle an der Universität in Rostock und kehrte in sein elterliches Haus in Berlin zurück. Durch die Patronage Hermann Stieves, des Leiters des Ersten Anatomischen Instituts und des Anatomisch-Biologischen Instituts an der Friedrich-Wilhelms-Universität in Berlin, erhielt Hertwig als außerplanmäßiger Professor dort die Möglichkeit, bis 1946 zu forschen und zu lehren.
1946 wurde er Direktor am Anatomischen Institut an der Medizinischen Fakultät der Universität Halle, an der auch seine Schwester Paula Lehrstuhlinhaberin für Allgemeine Biologie und Vererbungslehre war. Hertwig emeritierte 1955. Er war Mitherausgeber des Morphologischen Jahrbuchs und der Zeitschrift für mikroskopisch-anatomische Forschung.

## Ehrungen
- Mitglied Deutsche Akademie der Naturforscher Leopoldina (1956)[5]
- Mitglied Anatomische Gesellschaft (1957)
- Mitglied Gesellschaft Deutscher Naturforscher und Ärzte (1957)
- Ehrendoktorwürde der Medizinischen Fakultät in Halle (1959)

## Publikationen
- Das Schicksal des mit Radium bestrahlten Spermachromatins im Seeigelei: eine experimentell-cytologische Untersuchung. Friedrich Cohen, Bonn 1912.
- Kreuzungsversuche an Amphibien: I. Wahre und falsche Bastarde. Friedrich Cohen, Bonn 1918.
- mit O. Hertwig: Allgemeine Biologie. G. Fischer, Jena 1923.
- mit  F. K. Studnička; E. Tschopp E. und W. von Möllendorff: Die Lebendige Masse. Springer, Berlin 1929.
- Handbuch der mikroskopischen Anatomie des Menschen / Teil 1. Allgemeine mikroskopische Anatomie und Organisation der lebendigen Masse. Springer, Berlin 1978.